# Olena Ronzjyna
Olena Ronzjyna, född den 18 november 1970 i Dnepropetrovsk i Ukrainska SSR, Sovjetunionen, är en ukrainsk roddare.
Hon tog OS-silver i scullerfyra i samband med de olympiska roddtävlingarna 1996 i Atlanta.